# کارلوتا مونتاناری
کارلوتا مونتاناری (ایتالیایی: Carlotta Montanari؛ زادهٔ ۱۷ فوریهٔ ۱۹۸۱) بازیگر و مجری تلویزیون اهل ایتالیا است.
از فیلم‌ها یا مجموعه‌های تلویزیونی که وی در آن‌ها نقش داشته‌است، می‌توان به داستان جنایی آمریکایی و برای جوان مردن خیلی پیر است اشاره نمود.